# Fundulus grandissimus
Fundulus grandissimus és una espècie de peix de la família dels fundúlids i de l'ordre dels ciprinodontiformes.

## Morfologia
Els mascles poden assolir els 20 cm de longitud total.

## Distribució geogràfica
Es troba a Centreamèrica: Yucatán (Mèxic).